# Ортега, Урбано
Урбано Ортега Куадрос (исп. Urbano Ortega Cuadros; 22 декабря 1961, Беас-де-Сегура, Испания) — испанский футболист и футбольный тренер. Известен по выступлениям за «Барселону» и «Эспаньол». Участник летних Олимпийских играх 1980 в составе олимпийской сборной Испании.

## Международная карьера
Участник чемпионата Европы по футболу среди молодёжных команд 1982 в составе сборной Испании до 21 года. Был включен в состав олимпийской сборной Испании на летние Олимпийские игры 1980 в Москве, где сыграл 3 матча. 

## Достижения
«Барселона»
- Чемпион Испании: 1990/91
- Обладатель Кубка Испании (3): 1982/83, 1987/88, 1989/90
- Обладатель Суперкубка Испании: 1983
- Обладатель Кубка испанской лиги: 1986
- Обладатель Кубка обладателей кубков УЕФА: 1988/89